# Alte Angerturnhalle

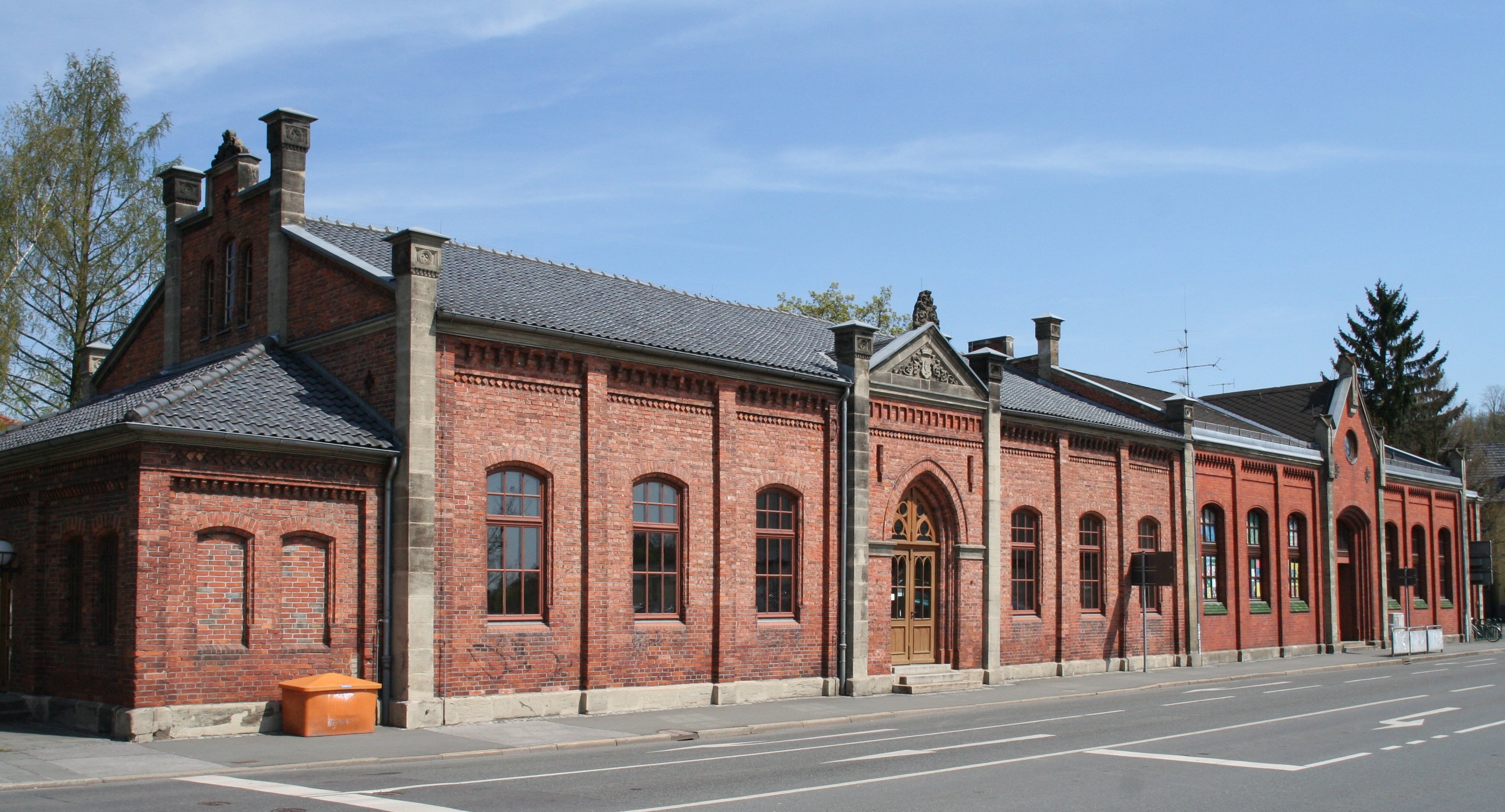
Alte Angerturnhalle

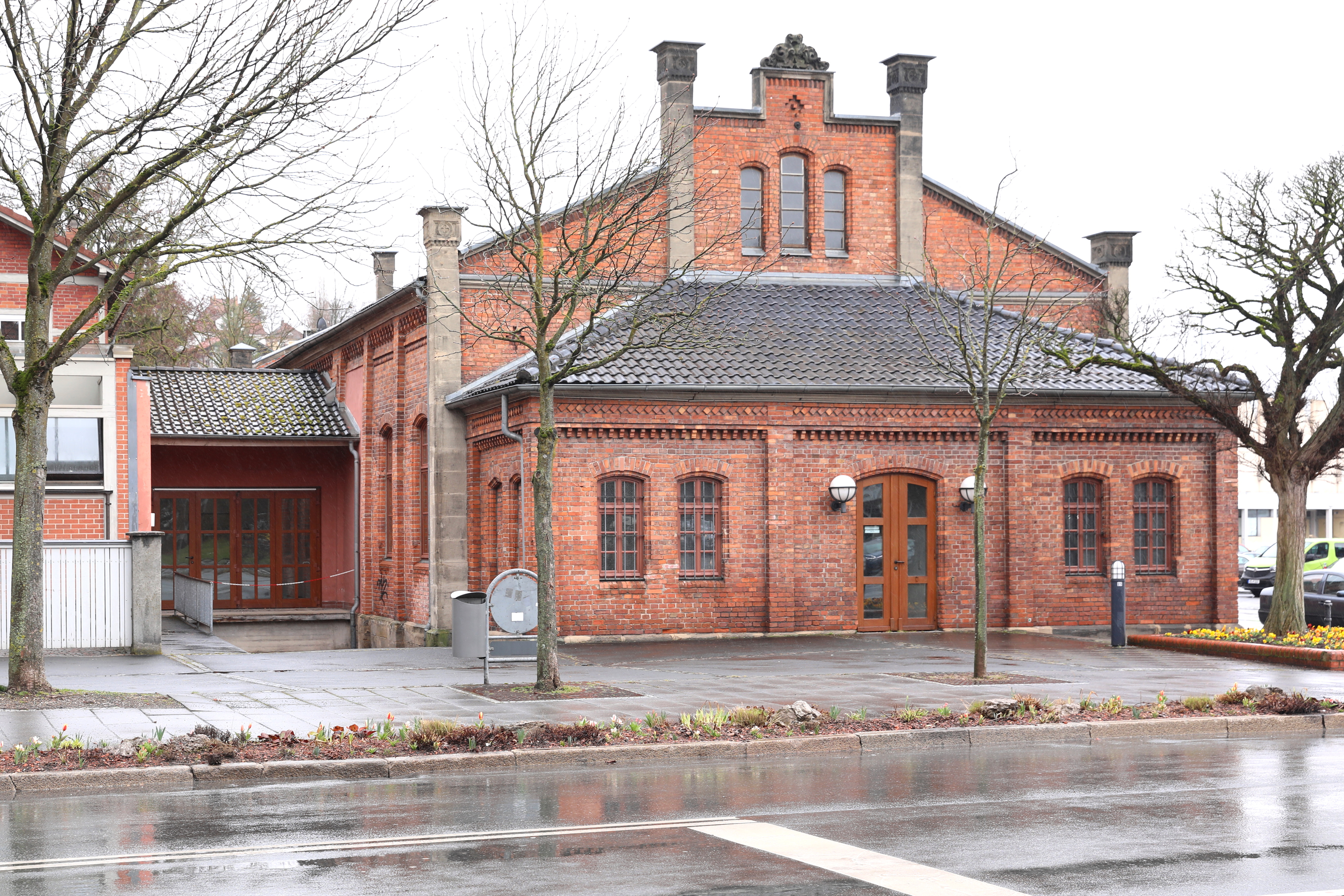
Westfassade

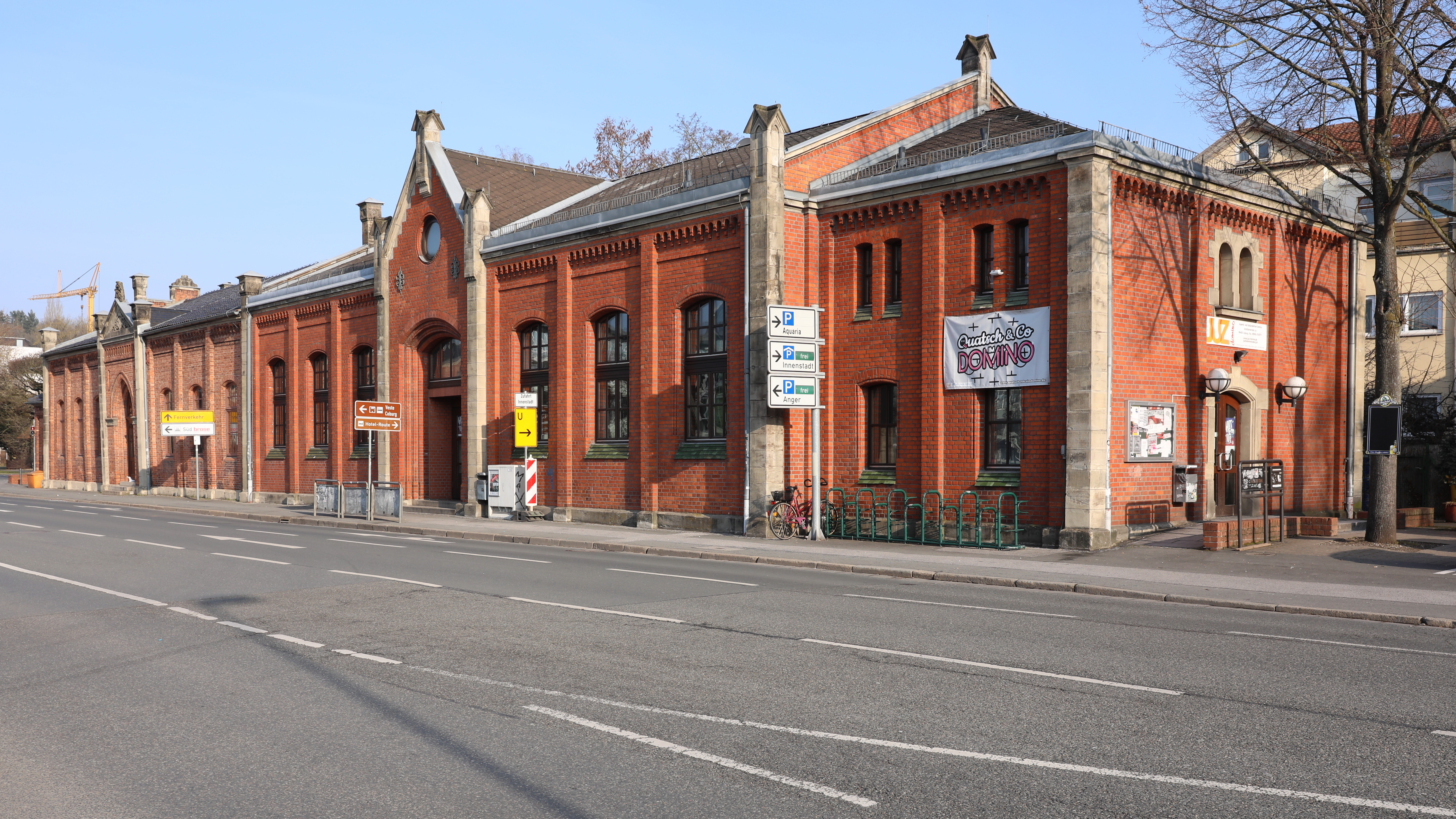
Ostfassade

Die Alte Angerturnhalle steht im Zentrum der oberfränkischen Stadt Coburg in der Schützenstraße gegenüber dem Anger. Das Gebäude wurde 1866 im neugotischen Stil mit Ziegelsteinen errichtet und ist als Baudenkmal in der Bayerischen Denkmalliste eingetragen.

## Geschichte
Nach dem Deutschen Turn- und Jugendfest, das 1860 in Coburg stattfand, gab es verstärkte Bestrebungen für den Bau einer Turnhalle. Nach längeren Verhandlungen einigten sich schließlich Anfang 1866 die Stadt und das Staatsministerium. Als Standort der Halle wurde der Ketschenanger vereinbart. Von den Baukosten in Höhe von 11.000 Gulden trug der Staat 5000 Gulden und erhielt dafür ein Nutzungsrecht an der städtischen Halle. Die westliche Halle des Doppelbaus war im Dezember 1866 in kostengünstiger Ziegelbauweise nach einer Planung des Stadtbaurates Julius Martinet fertiggestellt. In dem beheizbaren Gebäude hatten anfangs 700 Buben wöchentlich Sportunterricht. 1903 wurde an der Nordseite ein Geräteraum angebaut. Platzmangel veranlasste das Staatsministerium 1906 zum östlichen Anbau einer etwas größer angelegten, staatlichen Turnhalle, wohl unter der Leitung des Regierungsbaurats Arthur Philibert. 1957 folgte an der Ostseite ein Geräteraumanbau und 1986 erfuhr das Gebäude eine Umgestaltung für das Jugendzentrum „domino“. Die ältere, östliche Halle wird seit einem Umbau mit einem Teilabbruch des nördlichen Anbaus im Jahr 1989 zu Lager- und Ausstellungszwecken genutzt.
Am 18. März 1977 wurde gegenüberliegend auf dem Anger eine Dreifachturnhalle als Ersatzbau eingeweiht, der 2019 abgerissen wurde.

## Architektur
Die eingeschossigen, traufständigen Doppelhallen besitzen Satteldächer mit einheitlicher Bau- und Firstlinie. Der ältere Teil, mit einer Holzdecke, die von Wandständern gestützt wird, ist eine der selten erhalten gebliebenen Turnhallen aus dem zweiten Drittel des 19. Jahrhunderts. Die neugotisch gestaltete Fassade hat bei jeder Halle sieben Achsen mit Segmentbogenfenstern und besteht aus Ziegelsteinen mit Sandsteingliederungen. In der Mitte ist jeweils der Eingang in einem Risalit zwischen kolossalen Eckpfeilern mit einem Zwerchgiebel vorhanden. Das linke Stichbogenportal hat oben ein neuklassizistisches Tympanon mit dem Stadtwappen, das rechte einen Giebelokulus und eine Binnentreppung zwischen den Eckpfeilern. Der westliche Giebel hat in der Mitte ein quadratisches Feld, gekrönt von einer Akroter und eingerahmt von seitlichen Türmchen. Den östlichen Giebel schmückt nur ein Giebelaufsatz.